# Adele Goldberg
Adele Goldberg (Cleveland, 22 luglio 1945) è un'informatica statunitense che ha partecipato allo sviluppo del linguaggio di programmazione Smalltalk-80 e di vari concetti relativi alla programmazione orientata agli oggetti mentre era ricercatrice presso il Centro di ricerca Xerox Palo Alto (PARC) negli anni '70.

## Biografia
Nata a Cleveland, in Ohio, ma cresciuta a Chicago, in Illinois, si è laureata in matematica presso l'Università del Michigan e ha ottenuto un master e un dottorato di ricerca in scienze dell'informazione presso l'Università di Chicago. Ha anche lavorato come ricercatrice ospite presso la Stanford University.
La Goldberg ha iniziato a lavorare al PARC nel 1973 come assistente di laboratorio e di ricerca, e alla fine è diventata responsabile del System Concepts Laboratory dove lei, Alan Kay e altri hanno sviluppato Smalltalk-80, nonché l'approccio orientato agli oggetti di Simula 67, introducendo un ambiente di programmazione di finestre sovrapposte su schermi grafici. Non solo il formato innovativo di Smalltalk era più semplice da usare, ma era anche personalizzabile e gli oggetti potevano essere trasferiti tra le applicazioni con il minimo sforzo. Goldberg e Kay sono stati anche coinvolti nello sviluppo di modelli di progettazione comunemente utilizzati nella progettazione del software.
È stata presidente dell'Association for Computing Machinery (ACM) dal 1984 al 1986 e insieme ad Alan Kay e Dan Ingalls ha ricevuto l'ACM Software Systems Award nel 1987. Ha anche ricevuto il Lifetime Achievement Award di PC Magazine nel 1996. Nel 1994 è stata nominata Fellow dell'Association for Computing Machinery.
Molti dei concetti sviluppati da Goldberg e dal suo team al PARC sono diventati la base per interfacce utente basate sulla grafica, sostituendo i precedenti sistemi basati su riga di comando. Secondo Goldberg, Steve Jobs avrebbe richiesto una dimostrazione del sistema Smalltalk, e che lei avrebbe rifiutato di dargli in principio. Tuttavia, spinta dai suoi superiori, Goldberg avrebbe soddisfatto la richiesta di Jobs. Infine Apple utilizzò molte delle idee del team di Goldberg e le sue implementazioni come base per l'ambiente desktop Macintosh.
Nel 1988, Goldberg lasciò PARC per fondare ParcPlace Systems, una società che creava strumenti di sviluppo per applicazioni basate su Smalltalk. Ha ricoperto il ruolo di presidente e CEO di ParcPlace Systems fino alla fusione del 1995 con Digitalk.
Ha co-fondato la Neometron Inc., un fornitore di supporto Internet di Palo Alto, in California. Allo stesso tempo ha continuato a perseguire il suo interesse per l'istruzione, istituendo corsi di informatica presso diversi college universitari negli Stati Uniti e all'estero. Inoltre è membro del consiglio e consulente di Cognito Learning Media, un fornitore di software multimediale per l'educazione scientifica.
Il Computer History Museum ospita una raccolta di documenti di lavoro, relazioni, pubblicazioni e videocassette di Goldberg relativi al suo lavoro sullo sviluppo di Smalltalk.

## Pubblicazioni selezionate
- Smalltalk-80: The Language and Its Implementation (con David Robson), Addison-Wesley, 1983, ISBN 0-201-11371-6    (esaurito; chiamato il libro blu dalle persone Smalltalk)
- Smalltalk-80: Interactive Programming Environment, Addison-Wesley, 1984, ISBN 0-201-11372-4    (il libro degli aranci )
- Smalltalk-80: The Language (con David Robson), Addison-Wesley, 1989, ISBN 0-201-13688-0    (il libro viola, una revisione del libro blu )